# Perales de Tajuña
Perales de Tajuña é um município da Espanha, na província e comunidade autônoma de Madrid. Tem 48,92 km² de área e em 2021 tinha 3 059 habitantes (densidade: 62,5 hab./km²). Limita com os municípios de Arganda del Rey, Belmonte de Tajo, Campo Real, Morata de Tajuña, Tielmes, Valdelaguna, Valdilecha e Villarejo de Salvanés.